# Johnius
Johnius es un género de peces perteneciente a la familia de los esciénidos.

## Especies
Este género contiene las siguientes especies:
- Johnius amblycephalus  (Bleeker, 1855)
- Johnius australis  (Günther, 1880)
- Johnius belangerii  (Cuvier, 1830)
- Johnius borneensis  (Bleeker, 1851)
- Johnius cantori  (Bleeker, 1874)
- Johnius carouna  (Cuvier, 1830)
- Johnius carutta  (Bloch, 1793)
- Johnius coitor  (Hamilton, 1822)
- Johnius distinctus  (Tanaka, 1916)
- Johnius dorsalis  (Peters, 1855)
- Johnius dussumieri  (Cuvier, 1830)
- Johnius elongatus  (Mohan, 1976)
- Johnius fasciatus  (Chu, Lo & Wu, 1963)
- Johnius fuscolineatus  (von Bonde, 1923)
- Johnius gangeticus  (Talwar, 1991)
- Johnius glaucus  (Day, 1876)
- Johnius goldmani  (Bleeker, 1854)
- Johnius grypotus  (Richardson, 1846)
- Johnius heterolepis  (Bleeker, 1873)
- Johnius hypostoma  (Bleeker, 1853)
- Johnius laevis  (Sasaki & Kailola, 1991)
- Johnius latifrons  (Sasaki, 1992)
- Johnius macropterus  (Bleeker, 1853)
- Johnius macrorhynus  (Mohan, 1976)
- Johnius mannarensis  (Mohan, 1971)
- Johnius novaeguineae  (Nichols, 1950)
- Johnius novaehollandiae  (Steindachner, 1866)
- Johnius pacificus  (Hardenberg, 1941)
- Johnius philippinus  (Sasaki, 1999)
- Johnius plagiostoma  (Bleeker, 1849)
- Johnius trachycephalus  (Bleeker, 1851)
- Johnius trewavasae  (Sasaki, 1992)
- Johnius weberi  (Hardenberg, 1936)[4][5][6][7][8][9][10]